# Navigation Lac de Bienne
Navigation Lac de Bienne, (BSG) du nom allemand « Bielersee-Schifffahrts-Gesellschaft », est une compagnie de transport sur le lac de Bienne et sur l'Aar de Bienne à Soleure.
Elle navigue également deux fois par jour sur le lac de Neuchâtel ainsi que sur le lac de Morat, utilisant les canaux de la Thielle et de Broye.

## Bateaux

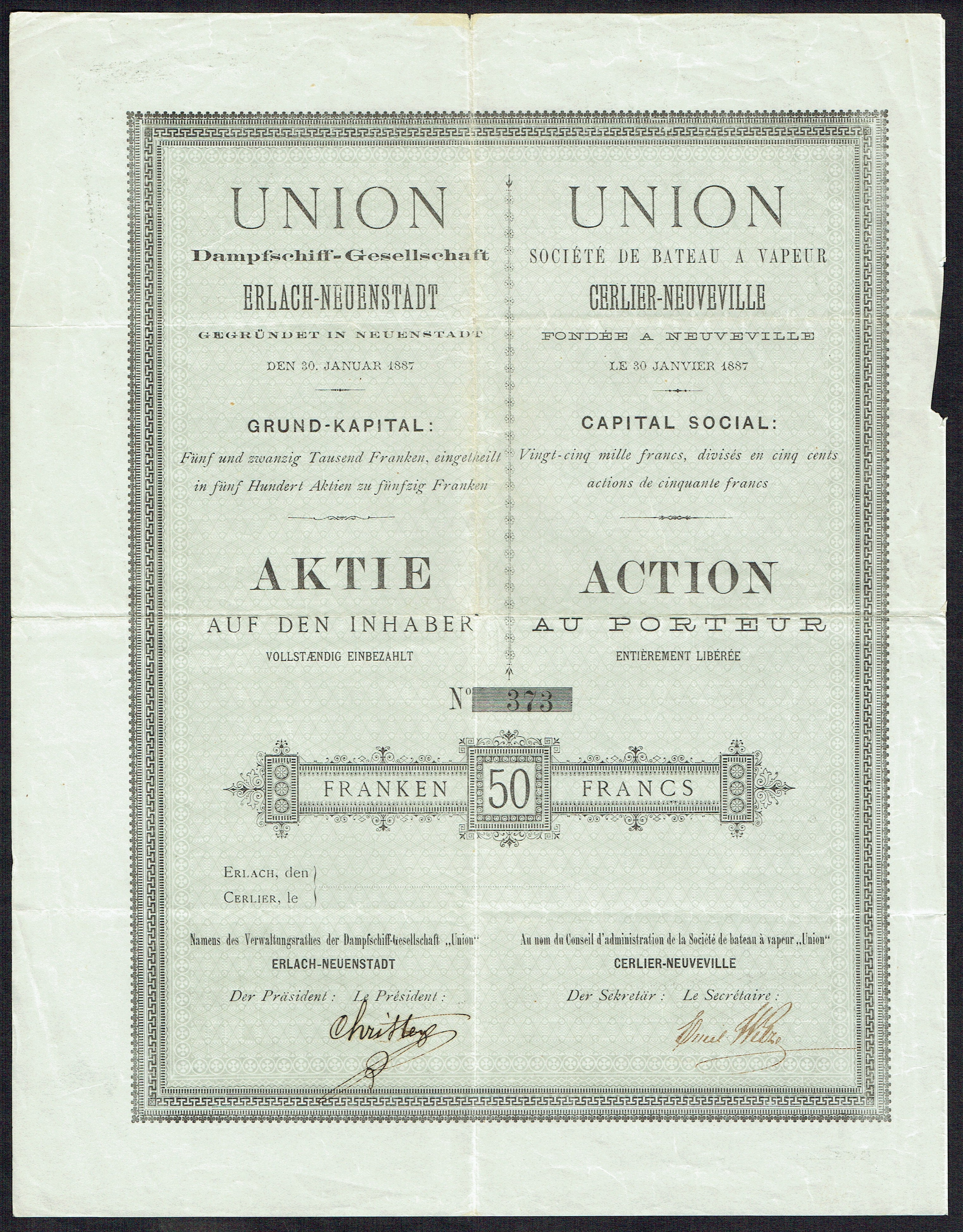
Part du fondateur de 1887 de la société de bateau à vapeur Union

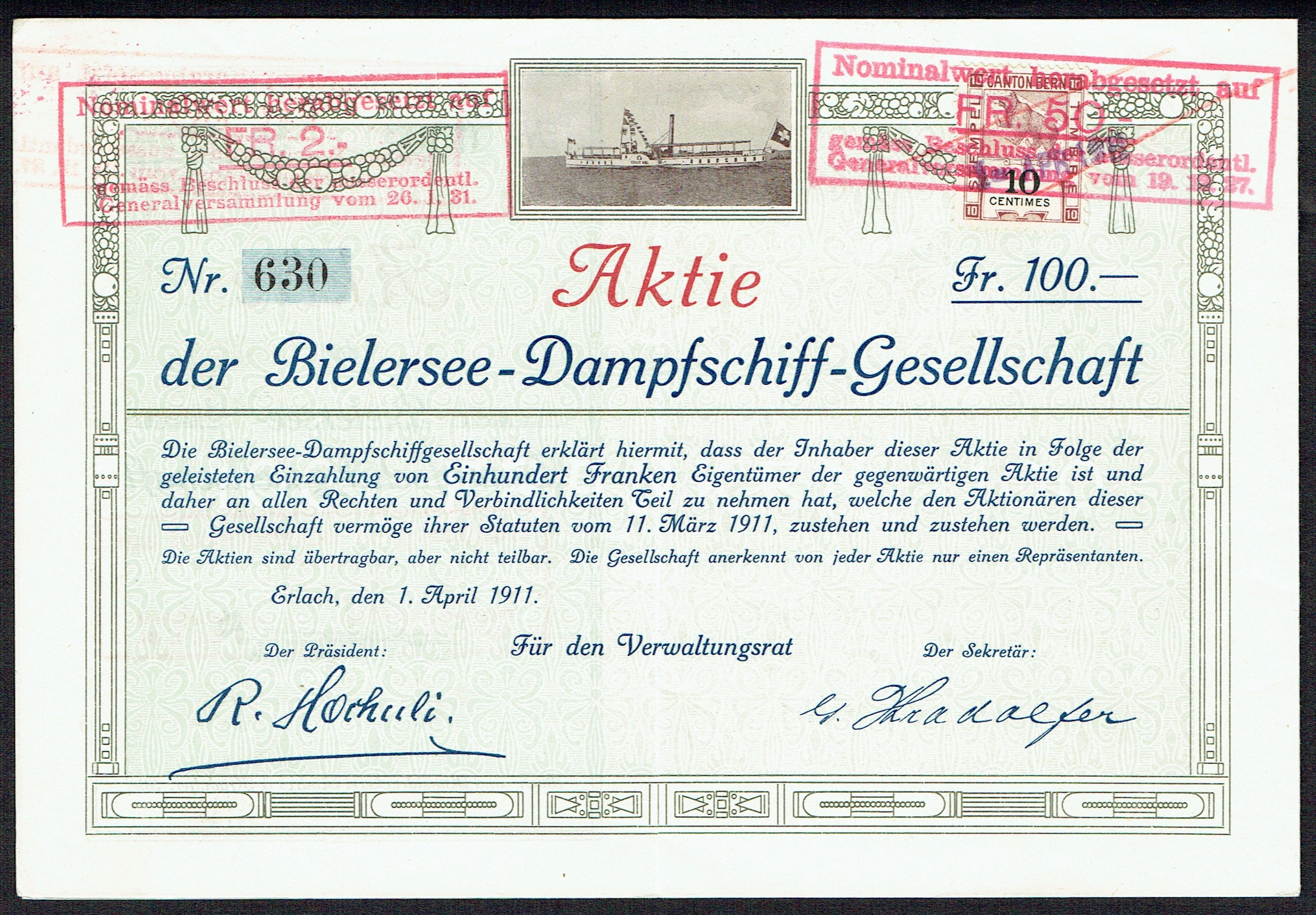
Action de la Compagnie des bateaux à vapeur du lac de Bienne datée du 1er avril 1911 avec une image photographique du bateau à vapeur à roues latérales 'Stadt Biel'.

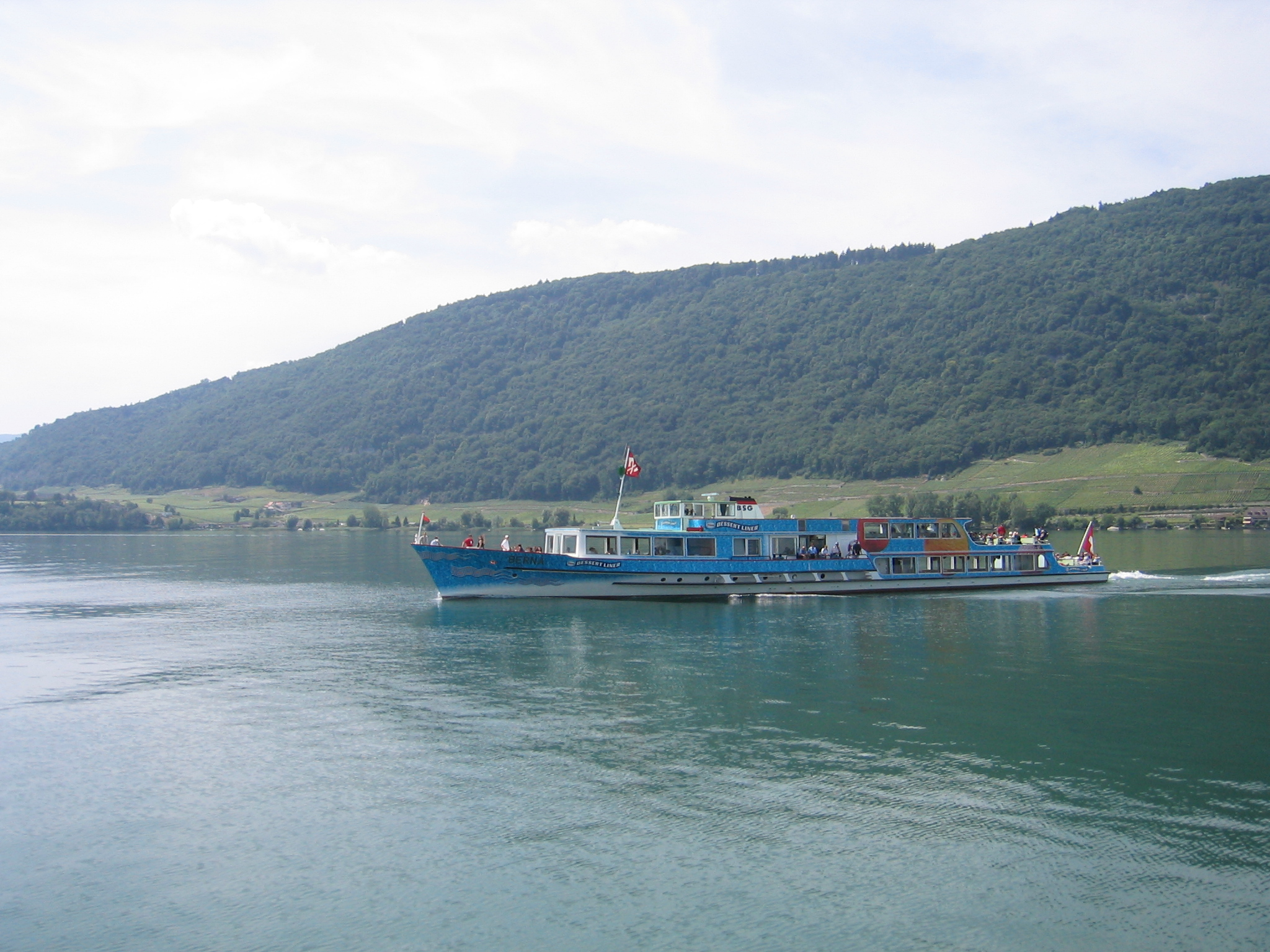
MS Berna

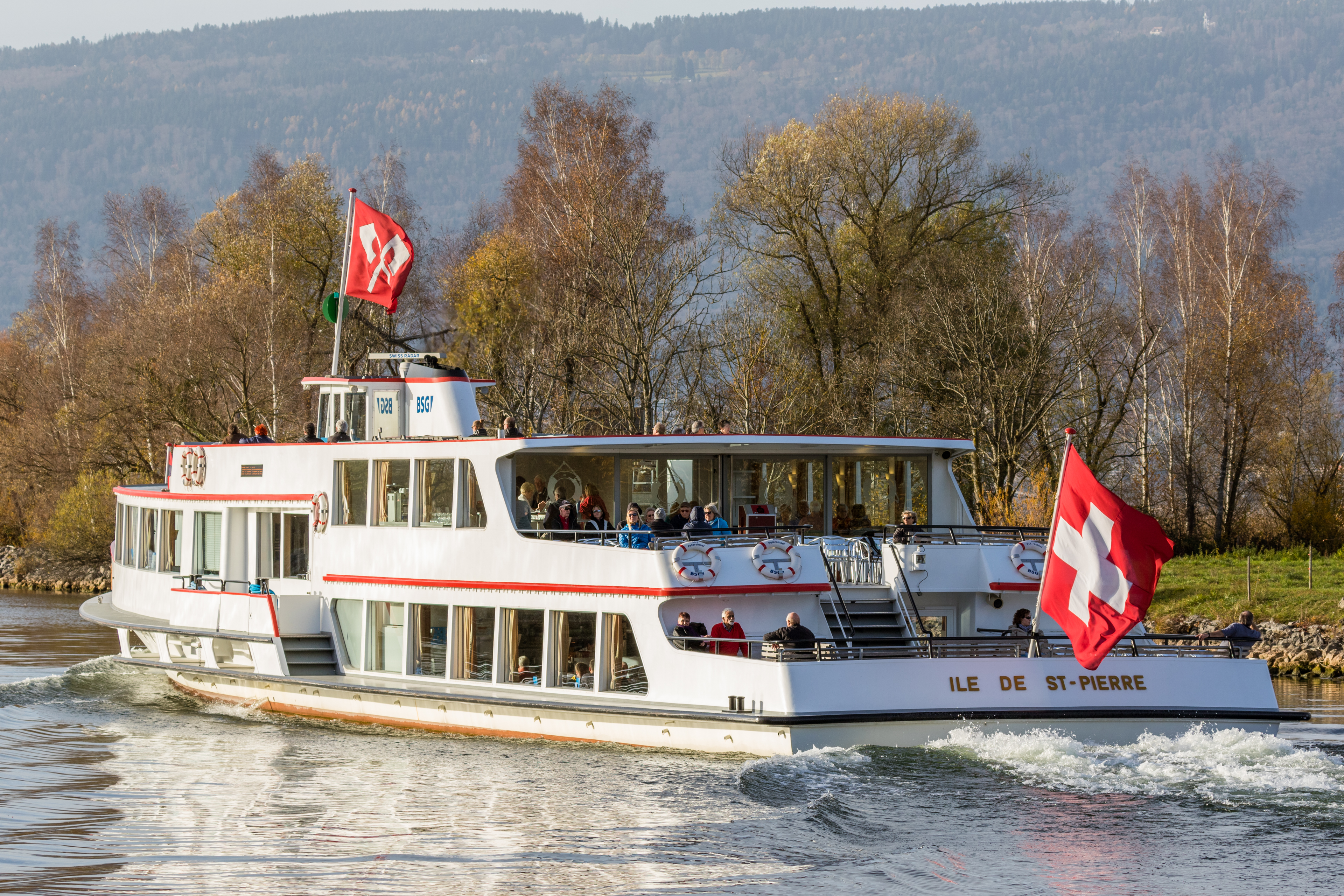
Bateaux Ile de St-Pierre

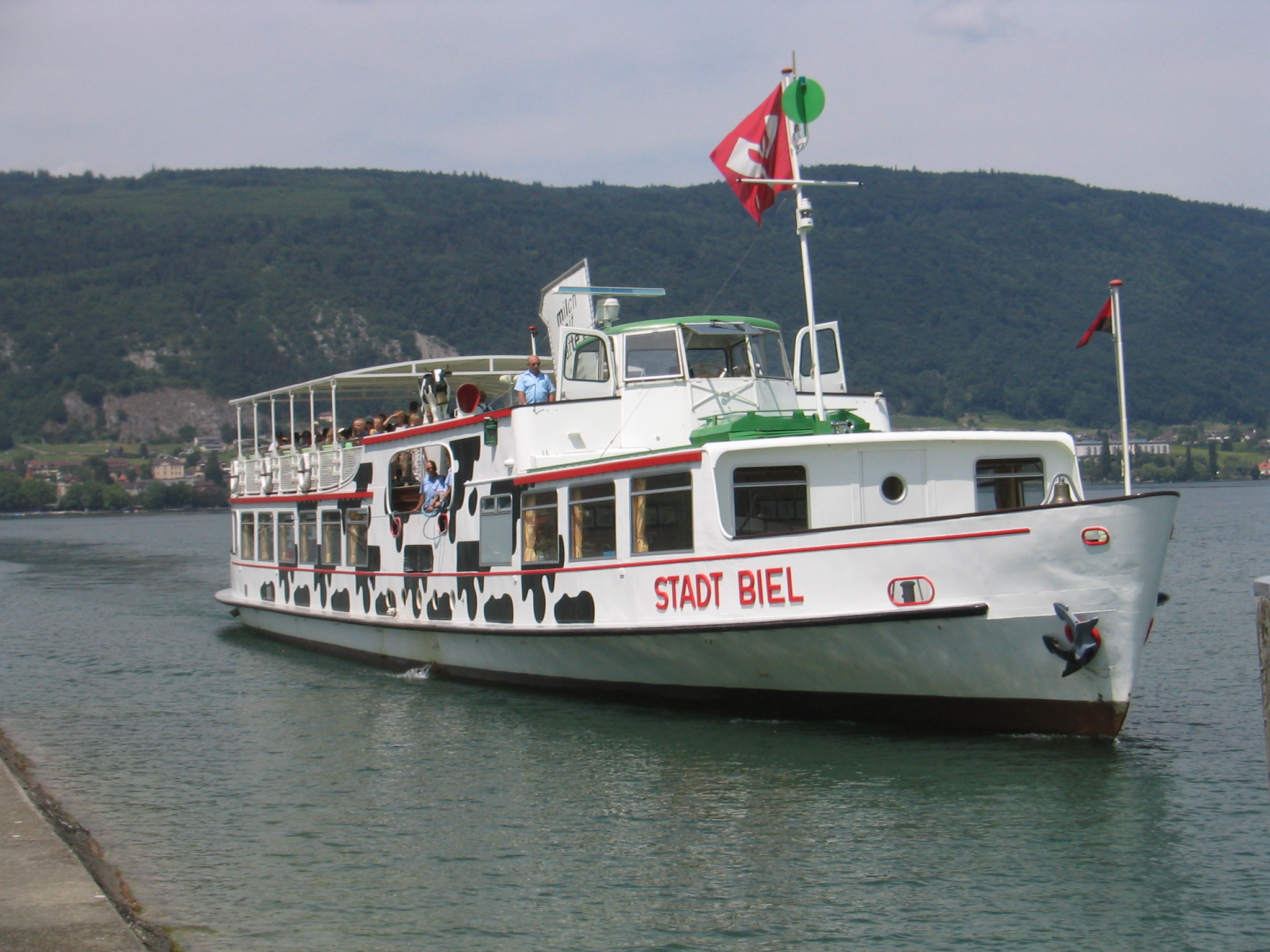
MS Stadt Biel

- MS Petersinsel (Île de St-Pierre), 1976, 700 places
- EMS MobiCat, 2001, 150 places, bateau à propulsion solaire le plus grand du monde
- MS Berna, 1964, 500 places
- MS Stadt Biel (Ville de Bienne), 1953, 500 places
- MS Chasseral, 1960, 350 places
- MS Siesta, 1991, 500 places, navigue sur l'Aar
- MS Stadt Solothurn, 300 places, navigue sur l'Aar
- MS Rousseau, 2012, 300 places, navigue sur l'Aar et sur les Trois lacs (Seeland (Suisse), en allemand)
- MS Engelberg, 2018, 60 places

## Histoire
La société de bateau à vapeur Union voit le jour en 1887. En 1911, la société change de nom et devient la Compagnie des bateaux à vapeur du lac de Bienne (Bielersee-Dampfschiff-Gesellschaft). En 1966, la société change de nom et devient la société de Navigation du Lac de Bienne. En 2012, la compagnie fête ses 125 ans.

## Concurrence
La principale concurrente de la BSG/SNLB, est la Société de navigation sur les lacs de Neuchâtel et Morat. Avec laquelle elle dispute ces deux lacs.

## Chiffres
- Chiffres d'affaires : 6 millions de frs (2016)
- Siège : Bienne